# هانی شاکر
هانی شاکر (عربی: هاني شاكر؛ زادهٔ ۲۱ دسامبر ۱۹۵۲) موسیقی‌دان اهل مصر است. وی از سال ۱۹۷۰ میلادی تاکنون مشغول فعالیت بوده‌است.